# Агустин Пичот
Агустин Пичот (шп. Agustín Pichot; 22. август 1974) бивши је професионални рагбиста и некадашњи капитен аргентинске репрезентације. Убраја се у највеће легенде аргентинског рагбија, а од 24. октобра 2011. члан је светске рагби куће славних.(енгл. World Rugby Hall of Fame)

## Каријера

### Клупска каријера
Каријеру је започео у Аргентини у клубу Атлетико Сан Исидро, а наставио у Енглеској где је играо за Ричмонд РФК и Бристол РФК. Играо је још и у француској првој лиги за Расинг 92 и за Стад Франс, где је и завршио каријеру.

### Репрезентација Аргентине
Био је на ширем списку за светско првенство у Јужној Африци 1995., али је за рагби репрезентацију Аргентине дебитовао у априлу 1996., у тест мечу против Валабиса и већ на дебију, постигао је есеј. Играо је на још неколико тест мечева те године против Румуније, Италије и Француске. Играо је на свих 5 утакмица за Аргентину на светском првенству 1999., а у четвртфиналу против Француске постигао је и есеј. Први пут је као капитен предводио "Пуме" против Ирске у тест мечу 2000. Следеће године предводио је као капитен Аргентину у тест мечевима против САД, Канаде и Уругваја. Био је капитен аргентинске репрезентације на светском првенству 2003., одржаном у Аустралији. Постигао је есеје у мечевима групне фазе на том такмичењу против Канаде и Уругваја. Био је капитен "Пума" и на светском првенству 2007., одржаном у Француској, када је Аргентина остварила највећи успех и освојила треће место. За рагби 15 репрезентацију Аргентине постигао је 12 есеја у 71 тест мечу. Играо је и за рагби 7 репрезентацију Аргентине.

## Успеси
2001, 2003. Најбољи играч Бристола по избору навијача Бристола
2004, 2007. Титула шампиона Француске са клубом "Стад Франс"
Бронзана медаља са Аргентином на светском првенству 2007.
2001. Треће место у светској серији рагбија 7.